# Naoki Matsuyo
Naoki Matsuyo (født 9. april 1974) er en tidligere japansk fodboldspiller.
Han har spillet for flere forskellige klubber i sin karriere, herunder Gamba Osaka.